# Chandlerville
Chandlerville é uma vila localizada no estado americano de Illinois, no Condado de Cass.

## Demografia
Segundo o censo americano de 2000, a sua população era de 704 habitantes.
Em 2006, foi estimada uma população de 700, um decréscimo de 4 (-0.6%).

## Geografia
De acordo com o United States Census Bureau tem uma área de
2,2 km², dos quais 2,2 km² cobertos por terra e 0,0 km² cobertos por água. Chandlerville localiza-se a aproximadamente 185 m acima do nível do mar.

## Localidades na vizinhança
O diagrama seguinte representa as localidades num raio de 24 km ao redor de Chandlerville.